# 銀湖寰宇
銀湖寰宇有限公司，簡稱銀湖寰宇（英語：Silverlake Axis Limited，SGX：5CP），在1989年於馬來西亞由吴炳炜（主席）和国际商业机器合資創立，現時全資公司。該公司前身為「寰宇系統控股有限公司」。
業務在亚洲及中东的银行及金融服务业提供关键任务软件方案。而總部位於Suite 3A-3, Level 3, Block 3A, Plaza Sentral Jalan Stesen Sentral 5, Kuala Lumpur Sentral, 50470 Kuala Lumpur, Malaysia。該公司在2003年3月12日於新加坡交易所創業板（凱利板前身）上市，其後在2011年6月22日轉在主板上市。招股價為0.31坡元，發售股份為42,900,000股，集資額為13,300,000坡元。

## 連結
- silverlakeaxis.com （页面存档备份，存于）